# Линч, Нэнси Энн
Нэнси Энн Линч (англ. Nancy Ann Lynch; род. 19 января 1948) — американский учёный, профессор компьютерных науки и инженерии Массачусетского технологического института, известная прежде всего автоматами ввода-вывода — обобщением автоматов Мили на распределённые алгоритмы, позволяющим формально демонстрировать их корректность с помощью иерархических доказательств. На сегодняшний день существует много разновидностей автоматов ввода-вывода: временны́х, гибридных, вероятностных и динамических, все созданы самой Линч и её сотрудниками. Последними на 2016 год были предложены динамические автоматы ввода-вывода, моделирующие динамические системы и позволяющие создавать и уничтожать автоматы по мере вычисления, что существенно повышает их выразительность и приближает формализм к современному программному обеспечению. Динамические автоматы ввода-вывода могут объединяться в иерархическую систему, запускаться параллельно, переименовывать и скрывать события, порождать новые автоматы и поддерживать монотонность через семантическую типизацию (если заменить фрагмент автомата на другой, поддерживающий только подмножество последовательностей событий исходного, то на уровне всей системы это может привести только с уменьшению множества возможных последовательностей событий).
Кроме заметного вклада в теорию автоматов, Нэнси Линч написала несколько книг, среди которых — известный учебник по распределённым алгоритмам, на данный момент слегка устаревший и всё ещё использующийся в учебном процессе, но вытесняемый, например, учебником В. Фоккинка, предлагающей более современный и свежий взгляд на эту быстро развивающуюся область.
Диссертация Нэнси Линч называлась «Релятивизация теории вычислительной сложности» (англ. Relativization of the Theory of Computational Complexity, 1972). Линч является автором и соавтором более 100 журнальных и почти 200 конференционных статей. Она руководила как минимум 28 успешно защитившимися аспирантами. Она также входит в список членов Национальной академии наук США (с 2016), Национальной инженерной академии США (с 2001) и Ассоциации вычислительной техники (с 1997) и лауреатом ряда престижных академических премий.